# Pfyn
Pfyn [pfiːn] ist eine Ortschaft an der Thur zwischen Frauenfeld und Steckborn und eine politische Gemeinde im Bezirk Frauenfeld des Kantons Thurgau in der Schweiz.
Die Munizipalgemeinde Pfyn bestand von 1803 bis 1997 und umfasste die Ortsgemeinden Dettighofen und Pfyn sowie bis 1994 die Ortsgemeinde Weiningen. Die Munizipalgemeinde Pfyn und die Ortsgemeinde Dettighofen und Pfyn bilden seit 1998 die politische Gemeinde Pfyn.

## Geschichte
Der Name geht – wie auch beim Pfynwald im Wallis – auf das römische Ad Fines zurück («an der Grenze», gemeint ist zwischen den Provinzen Rätien und Gallien). Die Überreste eines spätantiken Römerkastells sind noch sichtbar. Der Ort war aber bereits in der Jungsteinzeit besiedelt. Funde aus der Zeit um 4000 bis 3500 v. Chr. gaben dieser Periode den Namen Pfyner Kultur. Pfyn ist eine der ältesten Siedlungen der Ostschweiz. Da sich im römischen Kastell die zum Teil schon im 3. Jahrhundert christlich gewordenen Galloromanen zusammenfanden, hatte Pfyn auch eine der ersten Kirchen im Thurgau.

### Vorrömische Zeit

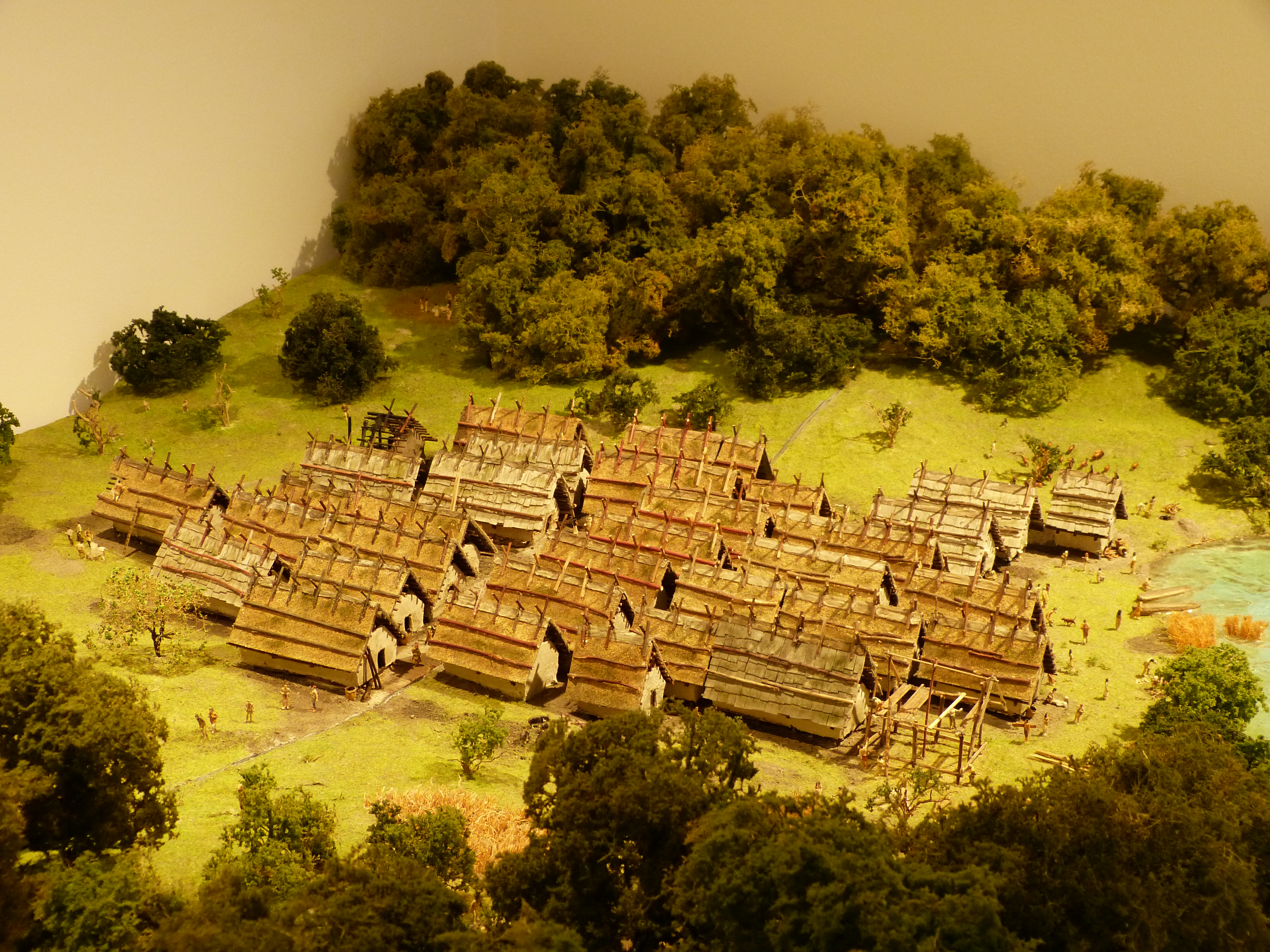
Modell der prähistorischen Seeufersiedlung Breitenloo

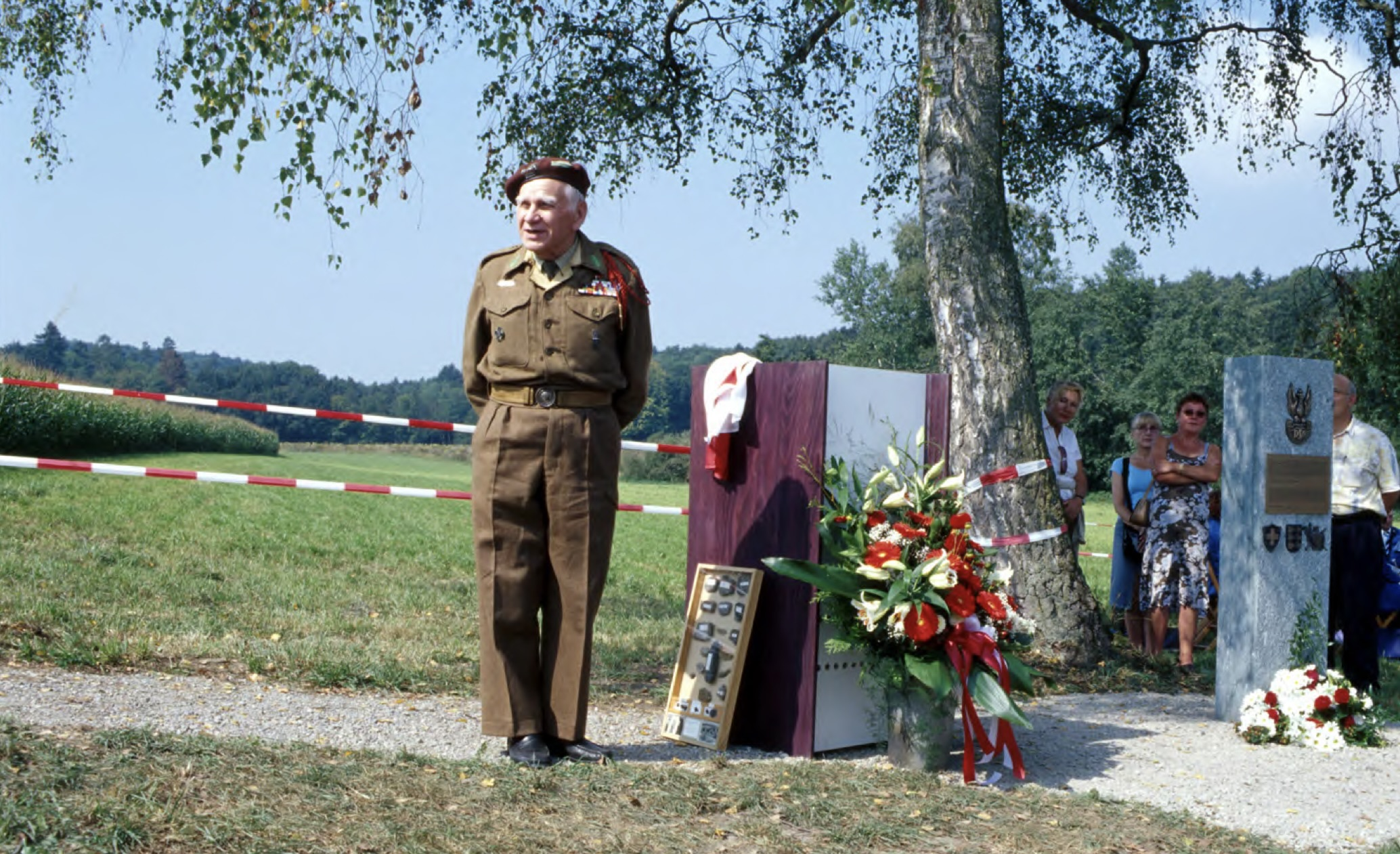
Einweihung des Denkmals für die polnischen Internierten 2004

Die ältesten bis anhin entdeckten Siedlungsspuren liegen rund 1,5 km westlich von Pfyn im ehemaligen Torfmoor Breitenloo, in der schwachen Senke einer Seitenmoräne des Thurgletschers, und stammen aus dem Jungneolithikum (4300 v. Chr.). Der Siedlungsplatz wurde gegen Ende des 19. Jahrhunderts beim Torfstechen entdeckt, geriet aber in der Folge wieder in Vergessenheit. In den Kriegsjahren 1940/41 wurde der Platz bei Entwässerungsarbeiten zur Kulturlandgewinnung erneut angeschnitten. Dank der Unterstützung einer breiten Öffentlichkeit konnte die Siedlung mit einer Fläche von etwa 1000 m² im Herbst 1944 von internierten polnischen Soldaten unter Leitung von Karl Keller-Tarnuzzer untersucht werden. Aufgrund der topografischen Verhältnisse sowie der im Jahr 2002 durchgeführten Sondierbohrungen kann davon ausgegangen werden, dass damit etwa 60 % des Siedlungsareals ausgegraben wurden. Anhand der Planunterlagen von 1944 können 17 Hausgrundrisse definiert werden. Die Häuser orientieren sich giebelständig an einer von Norden nach Süden verlaufenden Hauptgasse. Die Bauten sind fast ausschliesslich zweischiffig und weisen Längen von 4 bis 11 Meter und Breiten von 3,5 bis 5,5 Meter auf. Auffallend ist, dass mehrfach Häuser recht unterschiedlicher Grösse nebeneinander lagen, was wohl auf grössere Wohnhäuser mit kleineren Ökonomiegebäuden hinweist. Die Hausböden bestanden aus aufwendigen Unterzugskonstruktionen und darüber liegenden Spaltbrettern oder Prügeln, die meist mit Lehm überzogen waren. Fundansammlungen unter den Böden und partielle Brandspuren an der Unterseite sprechen dafür, dass mindestens einzelne Bauten durch die Unterzugskonstruktionen leicht vom Erdboden abgehoben waren. Von den Wänden und Dächern der Häuser war, wie dies üblich ist, nur wenig vorhanden, jedoch sind Bretterwände und Flechtwände belegt.
Keller-Tarnuzzer hat bereits aufgrund der relativen Fundarmut auf die Einphasigkeit der Siedlung hingewiesen und die enge Verwandtschaft des keramischen Fundmaterials mit der Michelsberger Kultur Südwestdeutschlands erkannt. Um 1960 wurde von der deutschen Forschung die Eigenständigkeit der Pfyner Keramik innerhalb der Michelsberger Kultur herausgestellt. Seit diesem Zeitpunkt gilt Pfyn-Breitenloo als namengebende Station der sogenannten Pfyner Kultur. Die Nachsondierungen 2002 und 2004 führten zu einem etwas differenzierteren Bild der Siedlung. So konnte unter anderem die Zeitstellung dendrochronologisch geklärt werden. Die verwendeten Bauhölzer sind zwischen 3706 und 3704 v. Chr. geschlagen worden und bestätigen die Einphasigkeit. Eine weitere neolithische Siedlung muss rund 400 Meter nordwestlich von Breitenloo bestanden haben. Der wenigen Keramik nach zu schliessen, die in einem ehemaligen Torfstich zutage kam, gehört sie ebenfalls der Pfyner Kultur an. Die Siedlung ist nie systematisch untersucht worden und dürfte beim industriellen Torfabbau im Zweiten Weltkrieg weitgehend zerstört worden sein.
Wegen Pfyns Bedeutung als Patenstation der Pfyner Kultur und als römischer Kastellort entzogen sich die übrigen Epochen etwas dem archäologischen Blickfeld. So sind etwa bronzezeitliche Beilfunde sowie nicht lokalisierbare Grabfunde aus der Umgebung von Pfyn seit langem bekannt, erst in den letzten Jahren ist man aber auf bronzezeitliche Siedlungsschichten im Ort selbst aufmerksam geworden. Eisenzeitliche Funde und Befunde sind bis heute nur wenige bekannt.

### Römische Zeit

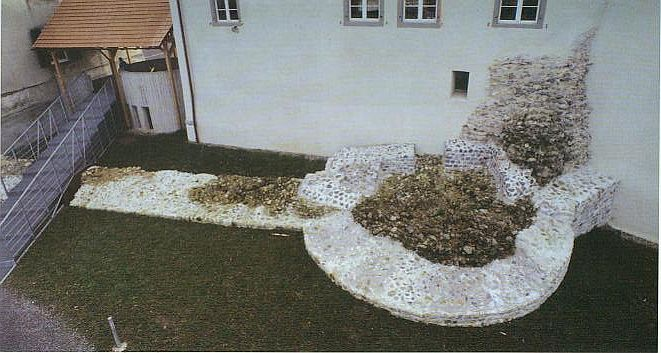
Nordwestecke der spätrömischen Kastellmauer mit Resten eines Turms

Die Gleichsetzung des in den Quellen genannten Ad Fines mit dem heutigen Pfyn ist unbestritten. Ebenso steht fest, dass sich der Ortsname auf die Provinzgrenze zwischen den Provinzen Rätien und Belgica bzw. Germania Superior bezieht. Auch der Verlauf der römischen Strasse von Oberwinterthur (Vitudurum) über Frauenfeld nach Pfyn und weiter Richtung Arbon (Arbor Felix) ist gut bekannt. Unsicher bleibt dagegen der Verlauf einer Strassenverbindung in Richtung Eschenz (Tasgetium). Spuren einer kaiserzeitlichen Ansiedlung fehlen fast vollständig. Neben Hinweisen auf einen Gutshof im Heerenziegler sind Einzelfunde sowie Teile eines grossen Steinbaus aus Spolien bekannt.

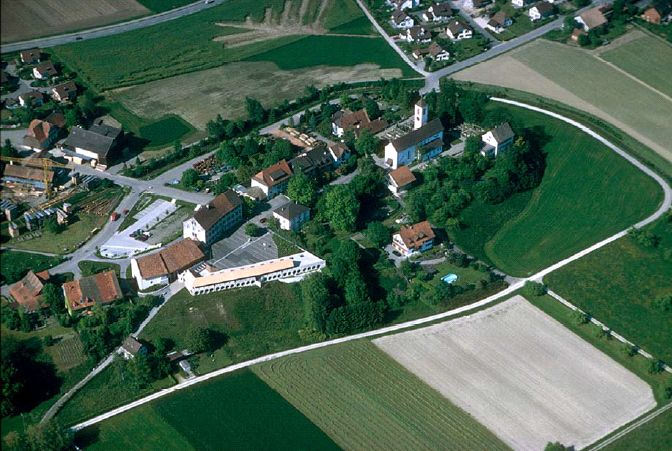
Luftaufnahme des Kastellhügels und des Städtchens aus Südwesten

Anders ist die Situation für die spätrömische Zeit, wo im Bereich des Städtlihügels das Kastell lag. Der Hügel ist heute durch die Thur und den Mühlebach erodiert und im Süden und Osten verkleinert, so dass von der Mauer nur Teile der Nord- und Westseite erhalten sind. Erst mit den Ausgrabungen der Jahre 1976, 1980/81 und 1990–1992 wurde die Festung besser erforscht. Die erhaltene Höhe der zum Teil in der heutigen Bebauung integrierten römischen Mauern beträgt stellenweise über 3 Meter. Insgesamt sind sechs halbrunde Türme bekannt; zu Beginn des 21. Jahrhunderts fehlen jedoch noch Toranlagen und der Graben. Über die Bebauung der etwa 15'000 m² grossen Innenfläche ist wenig bekannt. Man fand etwa einen Sodbrunnen und Reste von Holzbauten. Besondere Bedeutung erhielt das Kastell Pfyn, zu dem auch ein kleineres Gräberfeld im Bereich des Hofs Adelberg gehörte, durch die Funde. Zahlreiche Münzen und andere Objekte weisen auf eine Belegung durch römisches Militär, darunter auch berittene Truppen, vom späteren 3. Jahrhundert bis zum Beginn des 5. Jahrhunderts hin. Die Festung Pfyn deckte während dieser Zeit die rückwärtige Verbindungslinie der Grenzverteidigung längs der Rheinlinien zwischen Arbon und Oberwinterthur (Limes). Über das Ende des Kastells Pfyn ist nichts bekannt, doch deutet die Bartholomäuskirche auf eine Siedlungskontinuität im Kastellbereich hin.

### Vom Mittelalter bis in die Gegenwart

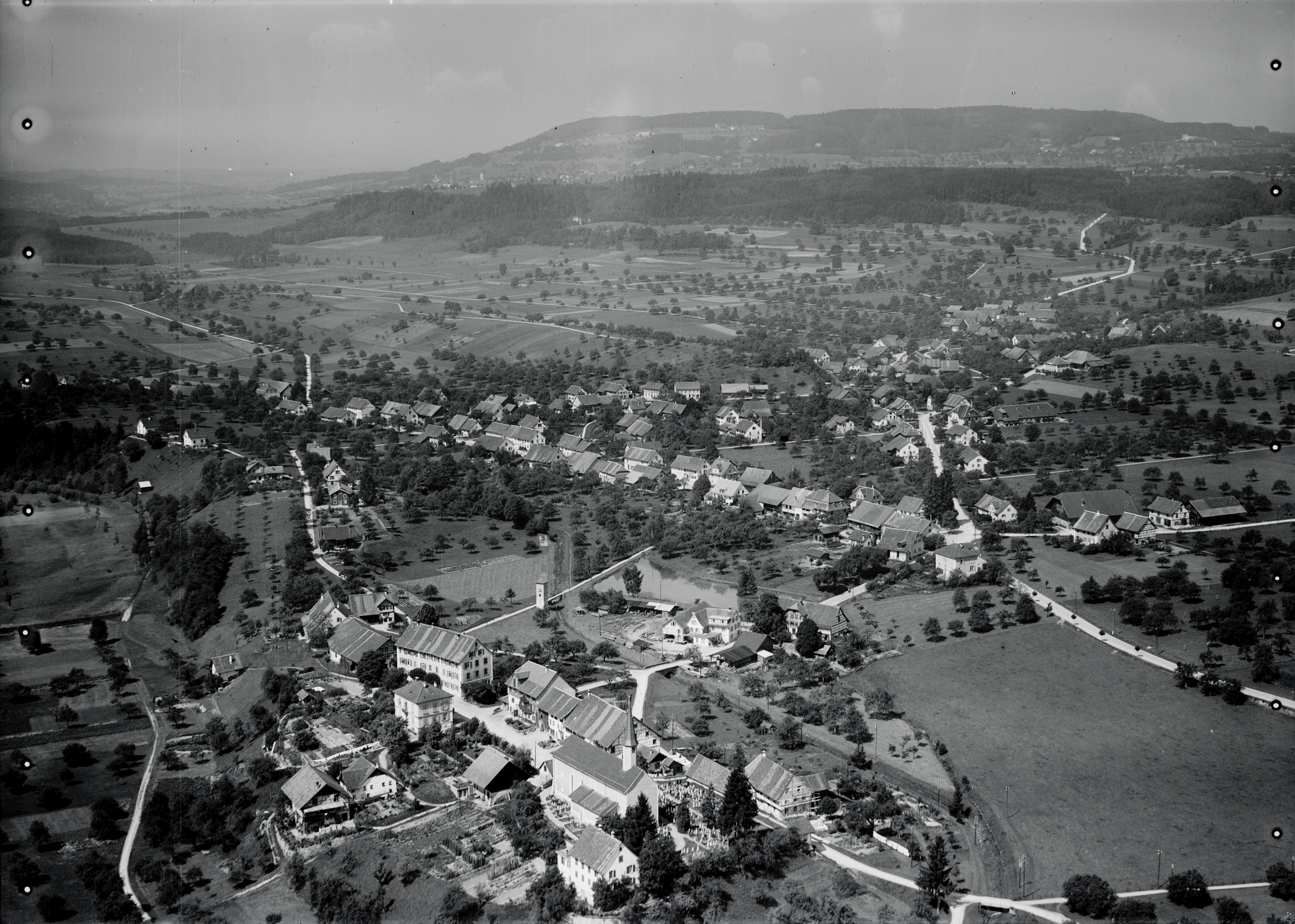
Luftbild von Walter Mittelholzer aus dem Jahr 1934

In der Kirche wurden in Einzelgräbern zahlreiche mittelalterliche Skelettreste gefunden. Grundherr war im Mittelalter das Domstift Konstanz. Die Vogtei war zuerst im Besitz der Ministerialen von Klingenberg, ab 1488 gehörte sie Jakob Mötteli. 1560 gelangte sie an Peter von Gundelfingen, 1567 an Otto Graf zu Eberstein, 1584 an Wolf Wambold von Umstadt und 1614 schliesslich an die Stadt Zürich, die bis 1798 einen Obervogt einsetzte. 1476 verwüstete ein Brand das Städtchen, das auf den Ruinen des römischen Kastells errichtet worden war. Das Dorf Pfyn wurde nordwestlich des Brandplatzes neu errichtet.

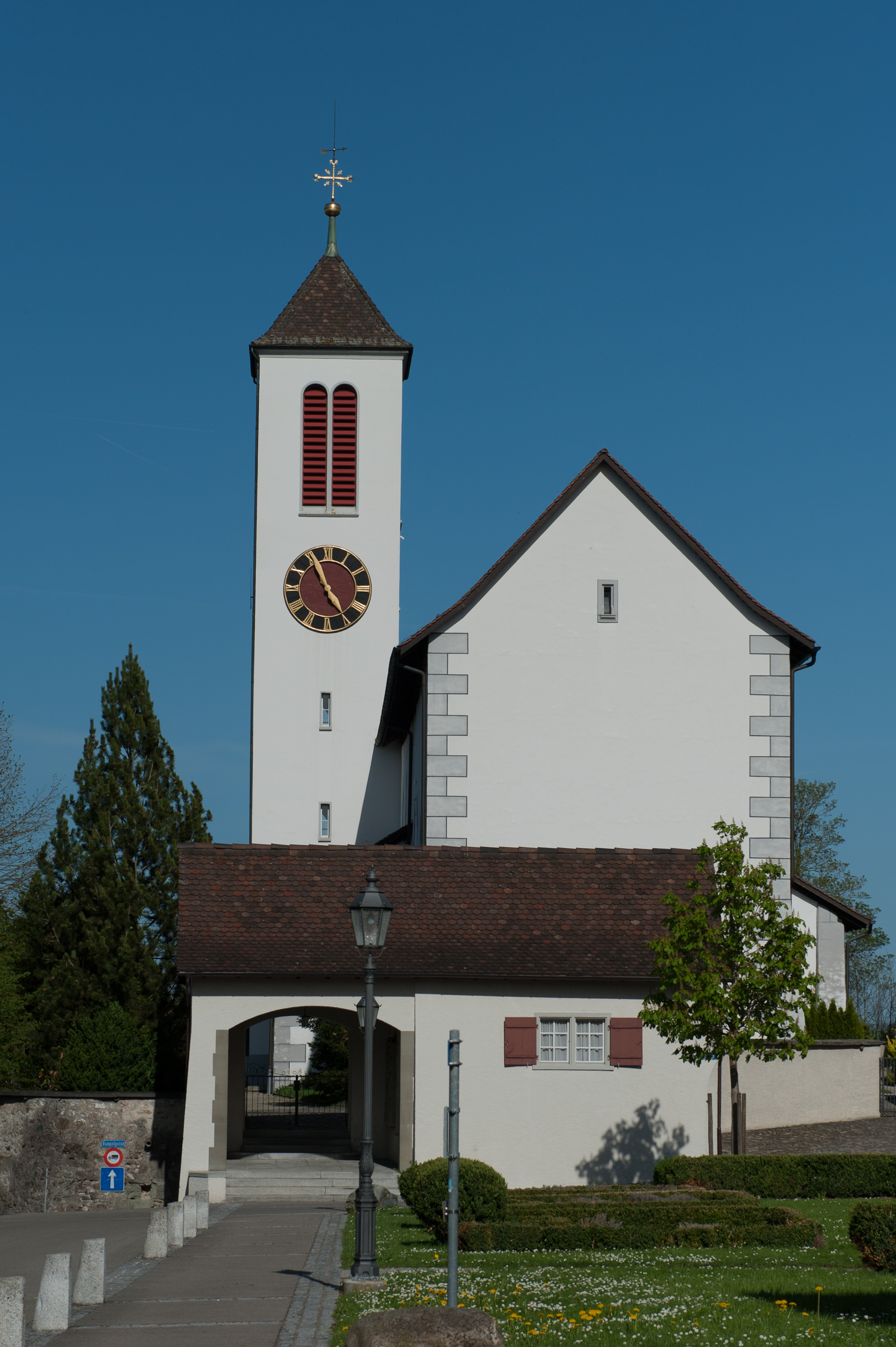
Paritätische Bartholomäuskirche

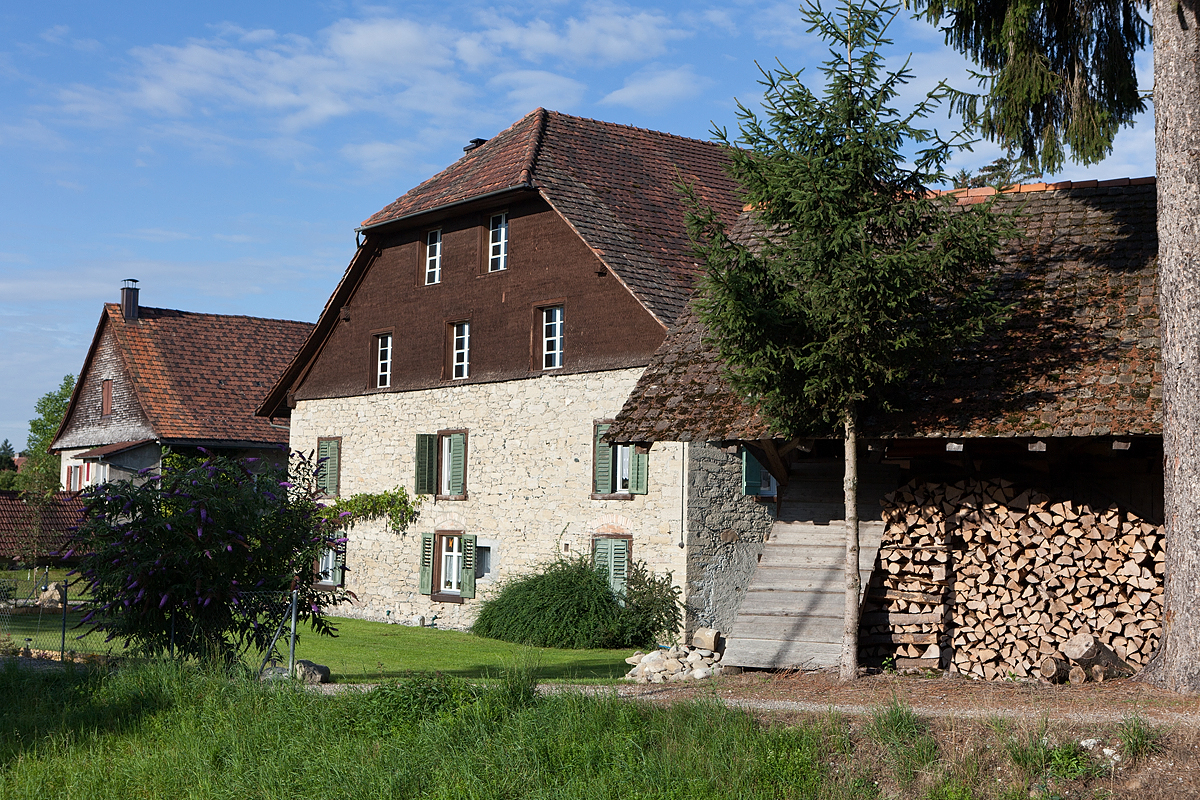
In der Landwirtschaft bietet heute noch einen Fünftel der Arbeitsplätze in Pfyn an. Bauernhaus an der Steckbornstrasse 32.

Die im römischen Kastell liegende Bartholomäuskirche war das Zentrum einer grossen frühmittelalterlichen Pfarrei, der zu Beginn auf dem linken Thurufer Felben, Wellhausen, Hüttlingen, Mettendorf, Harenwilen und Eschikofen, auf dem rechten Weiningen, Lanzenneunforn, Gündelhart, Hörhausen, Hörstetten, Dettighofen und Müllheim angehörten. Nach der Gründung des Klosters Reichenau lösten sich Hüttlingen und Müllheim von Pfyn ab. Innerhalb der Pfarrei entstanden im Spätmittelalter die Kaplaneien Felben, Gündelhart und Weiningen, die später selbstständig wurden. 1155 war das Domkapitel Konstanz Kollator der Pfarrei und belehnte einen Domherrn damit, der die Seelsorge durch einen Vikar besorgen liess. 1528 wurde in Pfyn die Reformation durchgeführt. Die zur Pfarrei Pfyn gehörenden Dörfer wie etwa Gündelhart oder Hörstetten blieben jedoch mehrheitlich katholisch. Bereits 1533 wurde wieder ein katholischer Priester eingesetzt. Das Pfrundvermögen blieb beiden Konfessionen gemeinsam und sie praktizieren den Simultangebrauch der Kirche bis heute. Im 18. Jahrhundert war ein Grossteil der Bevölkerung reformiert. Die Kollatur ging 1804 an den Kanton, nach 1840 an die Kirchgemeinden.
1414 und 1502 erhielt Pfyn von der Dompropstei Offnungen. Die Gemeinde liess 1794 bis 1795 die Thurbrücke errichten und durfte dafür bis 1850 einen Brückenzoll erheben. In Pfyn wurde insbesondere Obstbau betrieben, 1905 gab es auf dem Gemeindegebiet über 9100 Obstbäume. 1822 entstand die Schloss-, 1879 die Dorfkäserei. 1858 gründete Heinrich Bertschinger eine Baumwollspinnerei, die bald Strumpfgarn aus Baumwolle und Wolle, sog. Vigognegarn, herstellte. Ab 1896 war sie bekannt als Vigognespinnerei Pfyn. Sie beschäftigte 1911 93 und 1923 106 Angestellte. 1994 ging sie als VSP Textil AG in Konkurs. 2005 stellten Industrie und Gewerbe die Hälfte der Arbeitsplätze in der Gemeinde und die Landwirtschaft noch einen Fünftel. Ab 1970 wurde der ehemalige Rebberg am Ortsrand zum begehrten Standort einer heterogenen Einfamilienhaussiedlung.

## Gemeindereform
Bis zur Thurgauer Gemeindereform war Pfyn eine Munizipalgemeinde im Bezirk Steckborn und bestand aus den Ortsgemeinden Pfyn, Dettighofen und Weiningen (TG). Von 1803 bis 1816 gehörten zusätzlich die Ortsgemeinden Herdern und Lanzenneunforn zur Munizipalgemeinde Pfyn.
Pfyn wurde in zwei Schritten zur heutigen politischen Gemeinde umgebaut:
- 1995 trennte sich die Ortsgemeinde Weiningen (TG) von der Munizipalgemeinde Pfyn ab und schloss sich mit Warth zur politischen Gemeinde Warth-Weiningen zusammen.[8]
- 1998 vereinigte sich die Munizipalgemeinde Pfyn mit den Ortsgemeinden Dettighofen und Pfyn zur politischen Gemeinde Pfyn.[9]

## Wappen
Blasonierung: In Rot drei linksgekehrte gelbe Pfeile mit weisser Spitze und Befiederung.
1941 wurde das schon bisher gebräuchliche Gemeindewappen neu gezeichnet und die drei Pfeile heraldisch links gerichtet. Nach der Bildung der politischen Gemeinde wurde das Wappen der bisherigen Ortsgemeinde auf die neue Gemeinde übertragen.

## Bevölkerung
| Hier fehlt eine Grafik, die leider im Moment aus technischen Gründen nicht angezeigt werden kann. Wir arbeiten daran! |

|                     | 1831  | 1850  | 1900  | 1950  | 1990  | 2000   | 2010   | 2018   |
| ------------------- | ----- | ----- | ----- | ----- | ----- | ------ | ------ | ------ |
| Politische Gemeinde |       |       |       |       |       | 1804   | 1927   | 2010   |
| Munizipalgemeinde   |       | 1105  | 1227  | 1530  | 2068  |        |        |        |
| Ortsgemeinde        | 533   | 789   | 891   | 1187  | 1578  |        |        |        |
| Quelle              | [ 6 ] | [ 6 ] | [ 6 ] | [ 6 ] | [ 6 ] | [ 11 ] | [ 11 ] | [ 11 ] |

Von den insgesamt 2010 Einwohnern der Gemeinde Pfyn im Jahr 2018 waren 287 bzw. 14,3 % ausländische Staatsbürger. 829 (41,2 %) waren evangelisch-reformiert und 508 (25,3 %) römisch-katholisch. Die Ortschaft Pfyn zählte zu diesem Zeitpunkt 1591 Bewohner.

## Wirtschaft
Im Jahr 2016 bot Pfyn 525 Personen Arbeit (umgerechnet auf Vollzeitstellen). Davon waren 12,8 % in der Land- und Forstwirtschaft, 30,6 % in Industrie, Gewerbe und Bau sowie 56,6 % im Dienstleistungssektor tätig.

## Politik
Am 11. März 2007 wurde Jacqueline Müller zum Gemeindeammann gewählt.

## Sehenswürdigkeiten

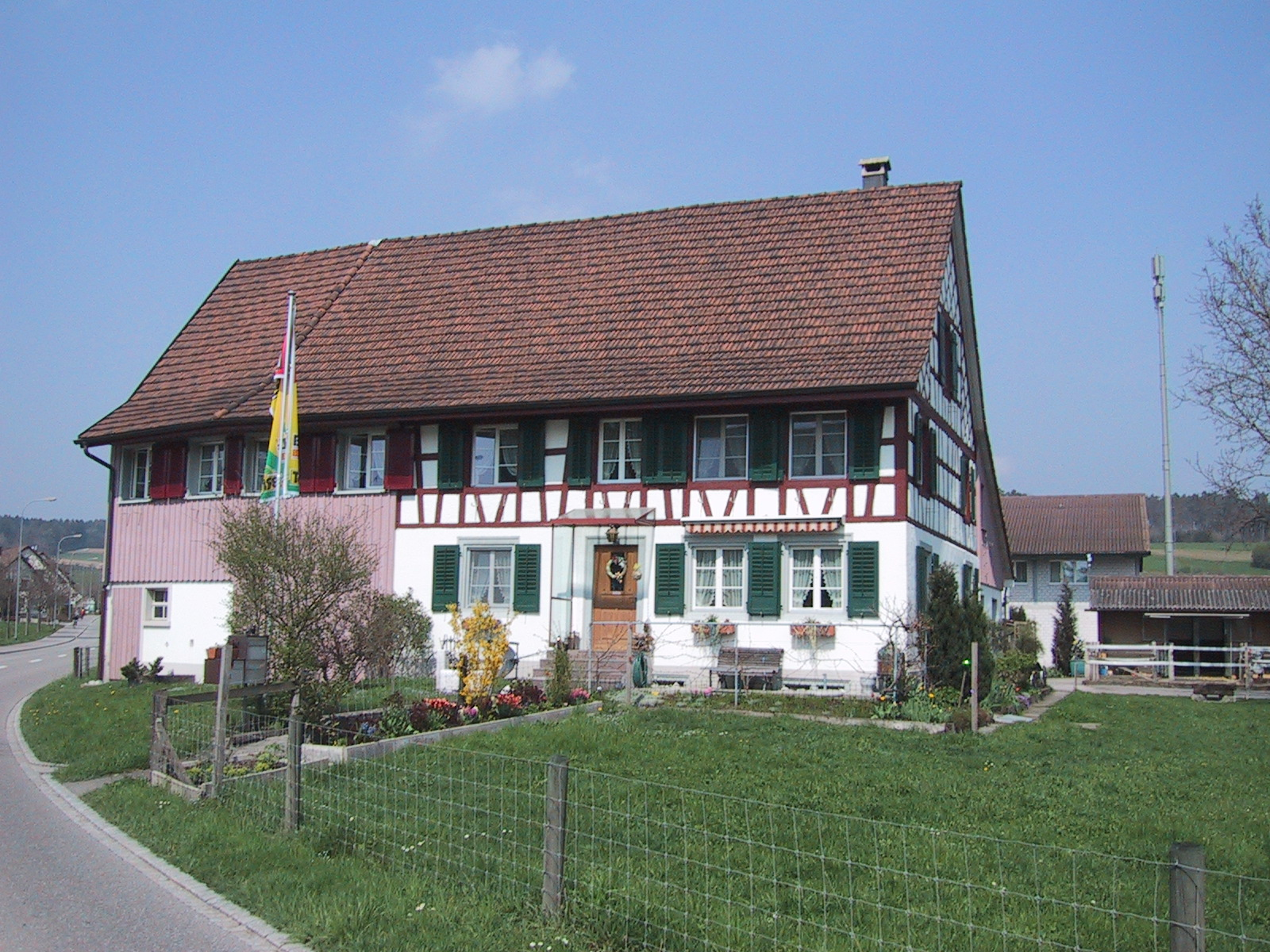
Riegelhaus an der Käsereistrasse, Verzweigung Winkelstrasse

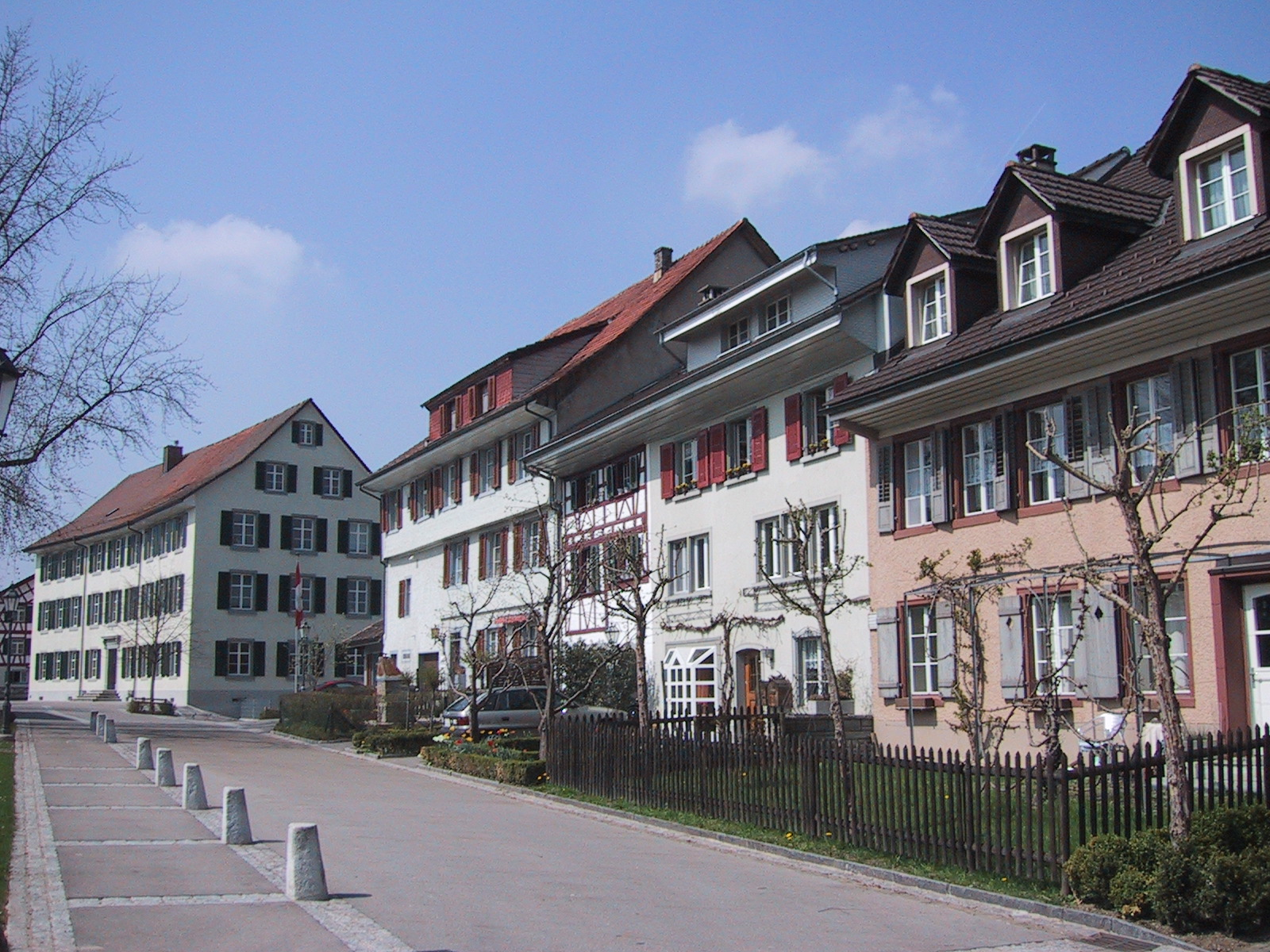
Häuserzeile vor der Kirche in Pfyn

- Städtli mit noch sichtbaren Resten des römischen Kastells
- die Simultankirche St. Bartholomäus

## Schulen

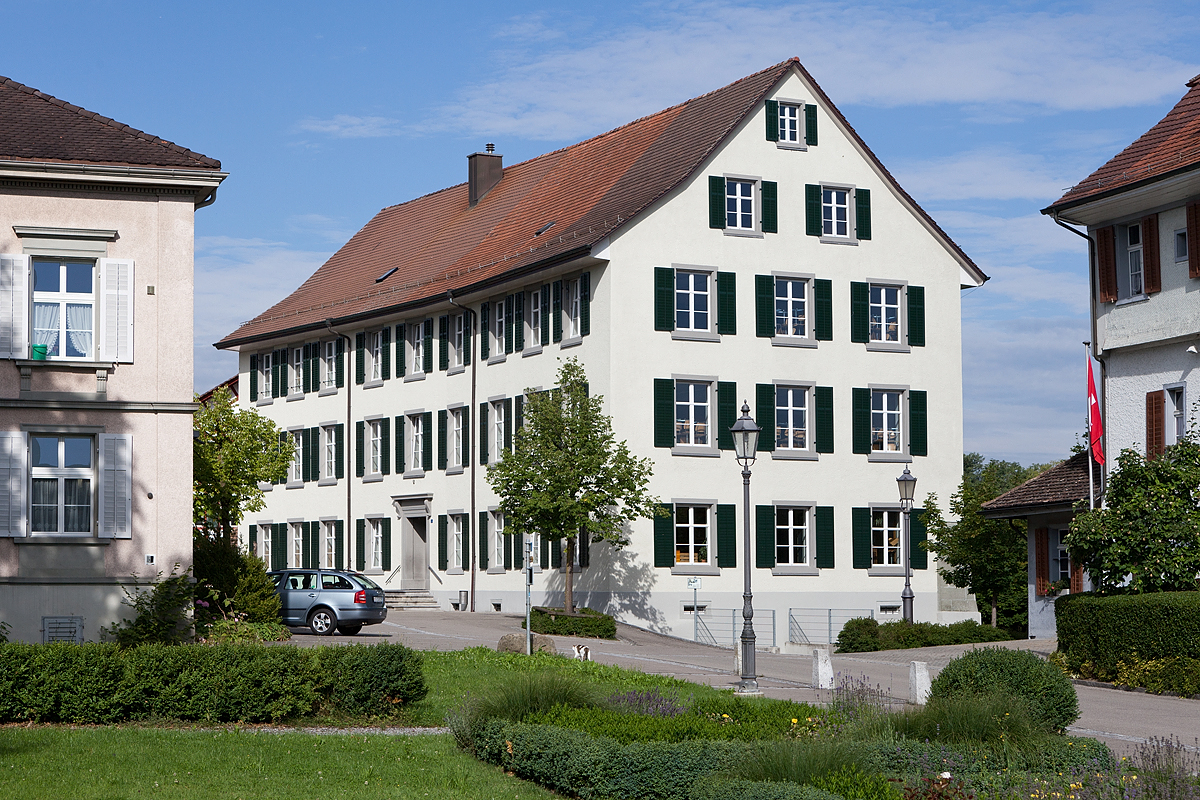
Das ehemalige Schloss dient heute als Schulhaus.

In Pfyn wird auf dem Städtlihügel in zwei Schulhäusern unterrichtet. Die Kinder gelangen entweder über den Schülerweg, die Mühlegasse, das Bergli oder durch die Rumpelgasse zur Schulanlage. Das «Schulhaus Schloss» mit seinen grossen Zimmern bietet viel Platz für den Unterricht. 1993 wurde die Anlage mit dem «Schulhaus Kastell» erweitert. Freigelegte Mauern aus der Römerzeit blieben erhalten.
1996 wurde das Mehrklassensystem eingeführt. Seither werden die Kinder in Unterstufe (1.–3. Klasse) und Mittelstufe (4.–6. Klasse) unterrichtet. Die Turnhalle entstand 1968. Der doppelstöckige Bau wird auch von Vereinen genutzt. Im Sommer bietet sich das Frankrichli mit grosszügiger Wiese für Turnstunden und Freizeitaktivitäten an.
Pfyn gehört zum Oberstufenkreis Müllheim. Auf einem gut ausgebauten Veloweg gelangen die Sekundarschüler sicher ins «Oberstufenzentrum Rietwies». Die Anlage liegt am westlichen Dorfrand von Müllheim, ca. 3 km von Pfyn entfernt.
Der Kindergarten ist im Trottegebäude im Städtli und im Kastell untergebracht.
2008 wurde der neue Sportplatz Obere Wiide südlich des VSP-Areals eingeweiht. Er kann im Sommer wie auch im Winter genutzt werden, da der Hauptplatz mit Kunstrasen versehen ist.

## Varia
- Pfyn wurde für die Jahre 2011/2012 zur Kulturhauptstadt der Schweiz ausgerufen.[14]
- Der Badesee unterhalb des Städtlis heisst Frankriichli.